# Ove Holmqvist
Ove Holmqvist, född 1941 i Jönköping, är en svensk målare.
Holmqvist är som konstnär autodidakt. Separat har han ställt ut på bland annat Galleri Wester i Jönköping, Galleri Art i Karlstad och Galleri Janus i Arvika. Han har medverkat i samlingsutställningar i bland annat Novgorods Museum, Höstsalonger på Värmlands museum samt ett fyrtiotal platser i Sverige bland annat Riksdagshuset i Stockholm.
Holmqvist är representerad vid Värmlands museum, Värmlands läns landsting, Skaraborg läns landsting, Västernorrlands läns landsting, Statens Konstråd och ett 15-tal kommuner i Sverige.